# Relikwiarz świętego Krzysztofa w Bazylei
Relikwiarz świętego Krzysztofa – gotycki relikwiarz w kształcie pełnoplastycznej figury przedstawiającej świętego Krzysztofa wykonany około 2 ćwierci XV w. najprawdopodobniej w Górnej Nadrenii, niewykluczone, że w Bazylei. Pochodzi z katedry w Bazylei. Obecnie prezentowany jest w miejscowym Basel Historisches Museum. Dzieło to należy do cennych przykładów relikwiarzy antropomorficznych odzwierciedlających naturalizm charakterystyczny dla późnogotyckiej rzeźby i malarstwa.
Po raz pierwszy relikwiarz został źródłowo poświadczony w inwentarzu skarbca katedralnego w Bazylei z 1477 roku. Badacze wciąż nie uzyskali jednoznacznego stanowiska w kwestii fundatora tegoż prestiżowego relikwiarza przez jednego z czterech kapelanów-seniorów katedry bazylejskiej, Ludwiga Moga I, lub Cristofaro da Treviso – sekretarza papieża Eugeniusza IV. Możliwe że donacja została zrealizowana na okoliczność zwołania w Bazylei soboru, który trwał w latach 1432–1448. Po kasacji skarbca katedralnego w 1833 roku, przez niemal 100 lat relikwiarz przechodził z rąk do rąk ówczesnych prominentnych kolekcjonerów i znanych osobistości. W 1834 roku w Liestal zakupił go Johann Friedrich II, następnie kupił go Petr Sołtykow dla swej paryskiej kolekcji zaś w 1874 roku trafił do kolekcji Alexandra P. Basilevskiego. W 1884 relikwiarz pozyskał car Aleksander III i ofiarował do zbiorów Ermitażu, w 1933 r. zakupiła go Fundacja Gottfried Keller w Winterthur i która zdeponowała posążek w Historisches Museum Basel gdzie znajduje się do dziś.

## Wygląd
Relikwiarz ma formę pełnoplastyczną. Ukazuje świętego Krzysztofa niosącego Dzieciątko Jezus. Figura jest osadzona na profilowanym cokole zbudowanym na planie ośmioboku. Wyróżnia się jego dolna partia z ażurowym ornamentem z motywem czworoliścia wpisanego w romb. Powierzchnia jest repusowana; imituje fale morskie. Postać świętego Krzysztofa została przedstawiona zgodnie z ówczesną konwencją ikonograficzną jako potężnie zbudowanego mężczyznę w sile wieku. Twarz cechuje wysokie czoło, silnie uwydatnione łuki brwiowe, głęboko osadzone oczy i mocno uwydatnione policzki. Usta przysłania obfity zarost. W sposób staranny i dynamiczny ukształtowano faliste kosmyki włosów i brody. Ukazany został w wydatnym kontrapoście, podkreślone zostały szerokie barki i dość masywne dłonie. Odziany jest w jednolity kostium o ekspresyjnie uwydatnionych draperiach, na wysokości kolan wystaje delikatnie opracowana podszewka. Postać świętego została ukazana w ruchu; prawą ręką trzyma potężną wygiętą gałąź, która w górnej części rozwidla się na mniejsze gałązki częściowo pokryte liśćmi. Lewą ręką podnosi płaszcz do wysokości kolan, by nie został podmyty przez fale. Na lewym ramieniu świętego siedzi Dzieciątko o delikatnych rysach twarzy i lokowanych włosach. Odziany jest w długą sukienkę o silnie podkreślonych fałdach. W lewej ręce dzierży jabłko królewskie prawą zaś udziela błogosławieństwa. Artysta w sposób sugestywny jednocześnie podkreślił moment przeprawy przez wzburzone fale morskie oraz pełną ufność Dzieciątka do świętego Krzysztofa.

## Analiza
Imię Krzysztof wywodzi się od greckiego słowa Christophoros, powstałego ze złączenia słów Χριστος – Christos i φορος nosiciel od φερω – phero niosę – co w tłumaczeniu znaczy „niosący Chrystusa” w znaczeniu przynoszący Chrystusa lub też noszący w sobie Chrystusa. Kult patrona pielgrzymów w XV wieku gwałtownie ożywił się głównie na terenie Rzeszy i krajów ościennych. Poświadczają to liczne figury świętego sytuowane w przestrzeni kościołów zazwyczaj przy filarach. Spośród pełnoplastycznych dzieł złotniczych będących odzwierciedleniem rzeźbiarskiej konwencji przedstawiania świętego bazylejski relikwiarz jest jedynym zachowanym dziełem. Cechą wyróżniającą go jest naturalistyczne podkreślenie ciężaru Dzieciątka, który czuje święty. Dzieciątko miało rzec świętemu: „Dźwigasz cały świat, gdyż ja jestem ten, któremu służysz pomagając innym”. Uwagę zwraca jabłko królewskie – jedno z naczelnych insygniów koronacyjnych i monarszych. W kontekście relikwiarza królewskie jabłko symbolizuje, iż święty dźwiga świat którym rządzi Chrystus, władca, którego Krzysztof zapragnął poznać. Dzieło charakteryzuje się naturalizmem typowym dla plastyki późnogotyckiej który upowszechnił się również w ówczesnym malarstwie grafice i rzemiosłach artystycznych. Bazylejski relikwiarz stanowi cenny przykład transpozycji przymiotów charakterystycznych dla ówczesnej rzeźby do dzieła złotniczego de facto wiernie naśladującego rzeźbę. W świetle badań dostrzegano także wpływy malarstwa późnogotyckiego w Górnej Nadrenii z Konradem Witzem (ok. 1400–1445/47) na czele. Ze źródeł wiadomo że przez trzynaście lat działał w Bazylei.
Dzieło należy do najcenniejszych przykładów figur relikwiarzowych, które obok tzw. relikwiarzy mówiących należą do najważniejszych kategorii relikwiarzy antropomorficznych. Od strony artystycznej, relikwiarze tego typu stanowią synonim rzeźby, powszechne były w dobie dojrzałego i późnego gotyku. Do starszych przykładów zaliczyć można Madonnę z Dzieciątkiem ze skarbca opactwa Saint-Denis pod Paryżem (obecnie w Luwrze), zespół figur apostołów z katedry w Monastyrze (Westfalia). Późny gotyk reprezentują m.in. relikwiarze: św. Michała w Elten, dwie statuetki ze świętym Jerzym zwyciężającym smoka z kościołów Świętego Mikołaja oraz Bożego Ciała w Elblągu, relikwiarz św. Sebastiana w londyńskim Muzeum Wiktorii i Alberta, dwa relikwiarze w skarbcu katedry w Budziszynie, relikwiarz świętej Barbary prawdopodobnie z kościoła NMP w Gdańsku i wiele innych. Olbrzymi zespół figur relikwiarzowych niegdyś znajdował się w Hallesches Heiltum Albrechta Brandenburskiego. Z kolekcji Johna Pierpont Morgana pochodzi prezentowana w nowojorskim Metropolitan Museum of Art figura relikwiarzowa świętego Krzysztofa wykonana w Tuluzie datowana szeroko na lata 1375–1425.